# Е-1 № 1
«Е-1 № 1» — советская автоматическая межпланетная станция для изучения Луны и космического пространства.
23 сентября 1958 года осуществлён пуск ракеты-носителя «Восток-Л», которая должна была вывести на траекторию полета к Луне АМС «Луна». Первая в СССР попытка пуска автоматической межпланетной станции к Луне. В программу полёта входило достижение станцией поверхности Луны, а также запуск облака светящегося натрия (искусственной кометы), видимой с Земли и используемой для уточнения орбиты. Из-за аварии ракеты-носителя АМС «Луна» была утеряна.